# Asphondylia aceris
Asphondylia aceris är en tvåvingeart som beskrevs av Nikolai Vasilevich Kovalev 1964. Asphondylia aceris ingår i släktet Asphondylia och familjen gallmyggor. Inga underarter finns listade i Catalogue of Life.